# 4611 Вулканајфел
4611 Вулканајфел (енгл. 4611 Vulkaneifel) је астероид главног астероидног појаса чија средња удаљеност од Сунца износи 2,615 астрономских јединица (АЈ).
Апсолутна магнитуда астероида је 12,5.